# Piprites
Piprites és un gènere d'ocells de la família dels tirànids (Tyrannidae). Abans de 1971, el gènere es va col·locar a la família Pipridae; la designació es va canviar inicialment en funció de l'evidència morfològica, i l'evidència genètica va confirmar la seva ubicació el 2009. El 2013, es va proposar que els Piprites es col·loquessin a la família única Pipritinae. La proposta va ser rebutjada pel Comitè de Classificació de Sud-americà, una part de l'American Ornithological Society, i la família proposada va ser canviada per ser una subfamília única del gènere.
El gènere es compon de tres espècies natives del regne neotropical, amb distribucions que van des de la costa caribenya de Guatemala, Amèrica Central i el sud-est d'Argentina.

## Descripció
Els ocells d'aquest gènere són de patró atractiu, petits, que medsuren al voltant de 12 cm de longitud. Són arborícoles, trobats a la part alta del sotabosc. Els dos nius coneguts, absolutament gens semblants amb els verdaders píprids, són, respectivament, una estructura globular amb entrada lateral composta de molsa (P. pileata) o col·locat en una cavitat (P. chloris).

## Taxonomia i etimologia
Les relacions d'aquest gènere amb la resta de la família Tyrannidae van ser sempre incertes. Els amplis estudis geneticomoleculars realitzats per Tello et al. (2009) van descobrir una quantitat de relacions noves dins de la família Tyrannidae que encara no estan reflectides en la majoria de les classificacions. El diagnòstic per a Piprites va ser que els estudis moleculars van demostrar repetidament que aquest gènere és un llinatge antic i aïllat en relació amb Rhynchocyclidae i Tyrannidae. L'antiguitat estimada, encara que inconclusiva a causa de la pobra resolució de les dades, apunta per a una edat entre 25 i 28 milions d'anys. Són únics entre la resta del parvorden Tyrannida en tenir els dígits 1 i 2 dels peus fusionats. Tenen cartilatge intern a la siringe, un caràcter compartit amb la resta de la superfamília Tyrannoidea, però no tenen el Musculus obliquus ventralis, que és present en gairebé tots els membres de Rhynchocyclidae i Tyrannidae, i també a Platyrinchidae i Tachuris. Seguint aquests estudis, Ohlson et al. (2013) van proposar dividir Tyrannidae en 5 famílies, entre les quals Pipritidae Ohlson, Irestedt, Ericson & Fjeldså, 2013 exclusiva per al present gènere. El Comitè Brasiler de Registres Ornitològics (CBRO) i Avibase adopten aquesta família. El SACC, però, va mantenir el present gènere en incertae sedis (de posició incerta) per un temps i va rebutjar la Proposta no 732 de reconeixement de la nova família; posteriorment, a la Proposta no 827, es va aprovar la inclusió a Tyrannidae en una subfamília pròpia Pipritinae.
El nom genèric Piprites deriva del grec antic «πιπρα (pipra)», que significa “ocell petit” i originalment associat amb el picot tacat i els diversos manaquís neotropicals. El sufix «ῑ́της (-ī́tēs)» també és grec i denota “semblant” o “semblant a”, que denota la semblança del gènere amb els manaquís.

### Cladograma proposat per a la família Pipritidae
D'acord amb Ohlson et al. (2013), quedava així la posició i composició de la família:
|                          | Pipridae |
|                          | |
|                          | Cotingidae |
|                          | |
| Superfamília Tyrannoidea | \| \| Oxyruncidae \| \| \| \| \| \| Onychorhynchidae \| \| \| \| \| \| Tityridae \| \| \| \| \| \| Pipritidae: Piprites \| \| \| \| \| \| Platyrinchidae \| \| \| \| \| \| Tachurisidae \| \| \| \| \| \| Rhynchocyclidae \| \| \| \| \| \| Tyrannidae \| \| \| \| |
|                          | \| \| Oxyruncidae \| \| \| \| \| \| Onychorhynchidae \| \| \| \| \| \| Tityridae \| \| \| \| \| \| Pipritidae: Piprites \| \| \| \| \| \| Platyrinchidae \| \| \| \| \| \| Tachurisidae \| \| \| \| \| \| Rhynchocyclidae \| \| \| \| \| \| Tyrannidae \| \| \| \| |
|                          | Oxyruncidae |
|                          | |
|                          | Onychorhynchidae |
|                          | |
|                          | Tityridae |
|                          | |
|                          | Pipritidae: Piprites |
|                          | |
|                          | Platyrinchidae |
|                          | |
|                          | Tachurisidae |
|                          | |
|                          | Rhynchocyclidae |
|                          | |
|                          | Tyrannidae |
|                          | |

|  | Oxyruncidae          |
|  |                      |
|  | Onychorhynchidae     |
|  |                      |
|  | Tityridae            |
|  |                      |
|  | Pipritidae: Piprites |
|  |                      |
|  | Platyrinchidae       |
|  |                      |
|  | Tachurisidae         |
|  |                      |
|  | Rhynchocyclidae      |
|  |                      |
|  | Tyrannidae           |
|  |                      |

Segons la Classificació del Congrés Ornitològic Internacional (versió 14.2, 2024) aquest gènere està format per tres espècies:
- Piprites griseiceps - piprita capgrís.
- Piprites chloris - piprita verd.
- Piprites pileata - piprita de capell.